# Trindade és Martim Vaz-szigetek
A Brazíliához tartozó Trindade és Martim Vaz-szigetek (portugálul Arquipélago de Trindade e Martim Vaz) az Atlanti-óceán középső-déli részén, a dél-amerikai kontinens és a Közép-Atlanti-hátság között félúton, a legközelebbi szárazföldtől 1200 km-re helyezkednek el. Afrikától, Namíbia partjaitól 2200 km-re fekszenek. Területük összesen 11,8 km².
A szigeteket 1502-ben a portugál João Nova fedezte fel. Edmund Halley 1700-ban csillagászati megfigyeléseket végzett innen. A stratégiai fontosságú szigeteket 1895-ben a britek is elfoglalták, de két évvel később visszaadták Brazíliának. Jelenleg egy kis számú tengerészeti bázis állomásozik területén.